# Franc Miklošič
Franc Miklošič (en esloveno: Franc Miklošič, en alemán: Franz Xaver Ritter von Miklosich; Radomerščak, 20 de noviembre de 1813-Viena, 7 de marzo de 1891) filólogo esloveno.

## Biografía
Miklošič nació en Baja Estiria, entonces Imperio austríaco hoy día Eslovenia y se doctoró en filosofía en la Universidad de  Graz y en derecho en la Universidad de Viena en 1838. Durante sus estudios, se interesó mucho por la filología eslovena, especialmente por el lingüista Jernej Kopitar. 
De 1844 a 1862 trabajó en la Biblioteca Nacional de Austria y en 1849 entró en el nuevo departamento de filología eslava de la Universidad de Viena, donde estuvo hasta 1886. Fue miembro de la Acedemia de las Ciencias de Austria y corresponsal de la Academia de Inscripciones y Lenguas Antiguas. Sus trabajos no solo versaban sobre lenguas eslavas, sino también sobre otras como el rumano, el arrumano, el albanés, el griego o el romaní. Estuvo además metido en las Revoluciones de 1848 dentro del movimiento nacional esloveno.

## Para saber más
- Franz Miklosich (Lemma by Katja Sturm-Schnabl, p. 186-193) in: Marija Mitrović, Die Geschichte der slowenischen Literatur von den Anfängen bis zur Gegenwart. Aus dem Serbokroatischen übersetzt, redaktionell bearbeitet und mit ausgewählten Lemmata und Anmerkungen ergänzt von Katja Sturm-Schnabl. Klagenfurt/Celovec – Ljubljana/Laibach – Wien/Dunaj 2001. 617 p. (Mohorjeva-Hermagoras), ISBN 978-3-85013-834-5 (http://www.hermagoras.at).
- Walter Lukan (Hg.): Franz Miklosich (Miklošič): neue Studien und Materialien anläßlich seines 100. Todestages. Wien 1991 (= Österreichische Osthefte: Sonderheft 33).
- Katja Sturm-Schnabl, Der Briefwechsel Franz Miklosich's mit den Südslaven = Korespondenca Frana Miklošiča z Južnimi Slovani, Obzorja, Maribor 1991, XXIV, 855 S., ISBN 86-377-0565-0.
- Katja Sturm-Schnabl, Franz Miklosich als Wegbegleiter bei der Entstehung der ukrainischen Schriftsprache. In: Juliane Besters-Dilger, Michael Moser, Stefan Simonek (Hg.), Sprache und Literatur der Ukraine zwischen Ost und West – Мова та література України між сходом і заходом. Bern; Berlin; Bruxelles; Frankfurt am Main; New York; Oxford; Wien: Lang 2000,195 – 209.
- Katja Sturm-Schnabl, Franz Miklosich – ein „Europäer“ im 19. Jahrhundert. Short version http://www.inst.at/studies/s_0104_d.htm
- Katja Sturm-Schnabl, Fran Miklošič, An Early Visionary of European Integration in Philological Studies. The Difficult Path Towards the Acceptance of the Concept of Diversity and Plurality. http://cf.hum.uva.nl/natlearn/ Archivado el 1 de junio de 2008 en Wayback Machine.
- Katja Sturm-Schnabl, Aktualnost Miklošičevega znanstvenega dela in misli. In: Jezikovni zapiski . Glasilo inštituta zs slovenski jezik Frana Ramovša ZRC SAZU 10/2(2004)19 – 46.
- Wikimedia Commons alberga una categoría multimedia sobre Franc Miklošič.

- Datos: Q93401
- Multimedia: Franz Miklosich / Q93401